# Elena Lucrezia Cornaro Piscopia

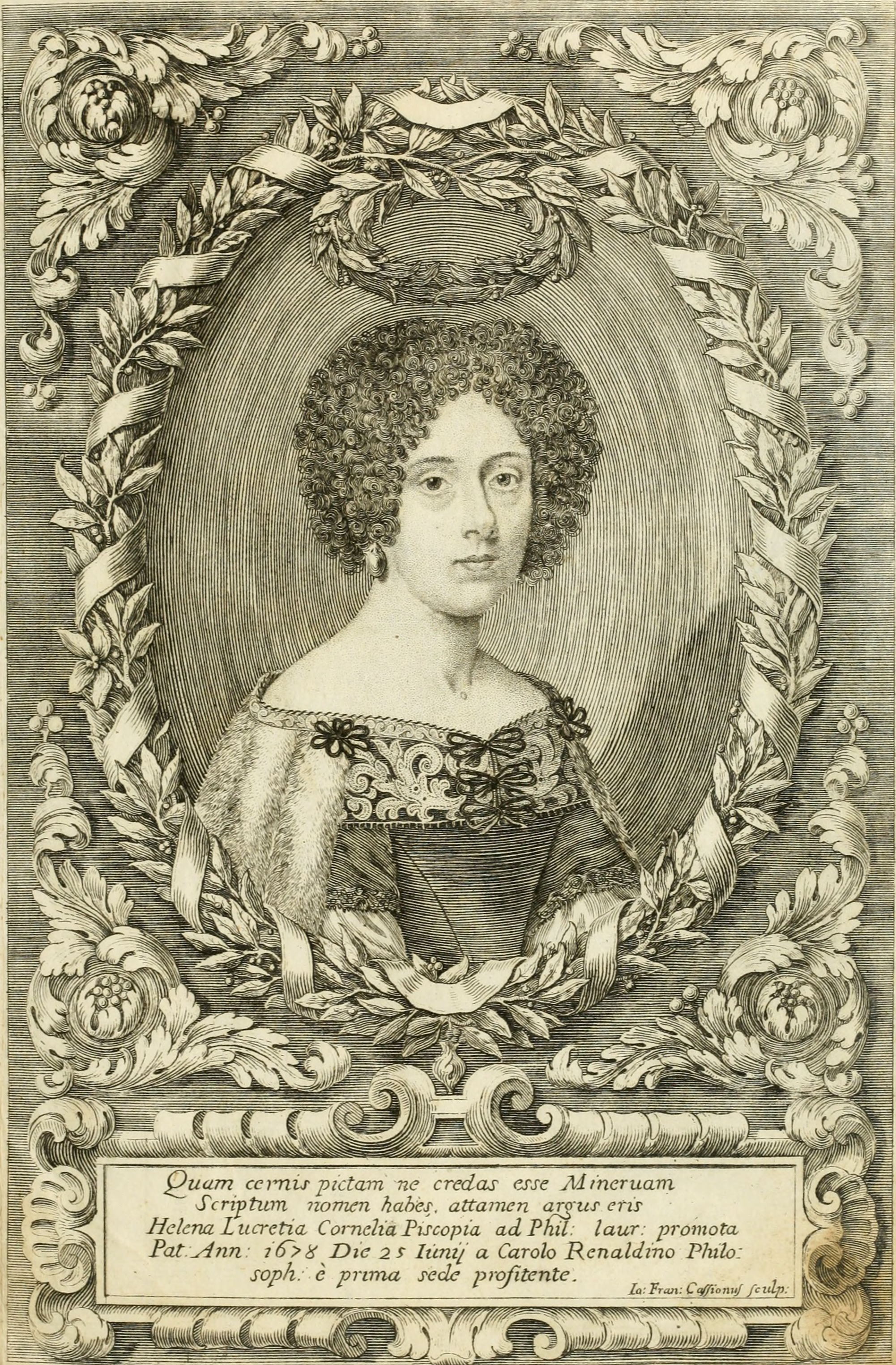
Elena Lucrezia Cornaro Piscopia

Elena Lucrezia Cornaro Piscopia (* 25. Juni 1646 in Venedig; † 26. Juli 1684 in Padua) war eine venezianische Benediktineroblate und Gelehrte. Sie war weltweit die erste Frau, die einen Doktorgrad erhielt.

## Leben
Piscopia war das fünfte von sieben Kindern des Prokurators von San Marco (Sestiere di Venezia), Gianbattista Corner, und seiner späteren Gattin Zanetta Boni. Bereits in früher Kindheit erhielt Piscopia Unterricht in den klassischen Sprachen Latein und Griechisch, zu denen später noch Hebräisch, Arabisch, Französisch und Spanisch hinzukamen. Ihr weiteres Interesse galt der Mathematik, Philosophie und Theologie. Die Frivolität der venezianischen Gesellschaft verachtete sie und wurde deshalb in jungen Jahren Benediktineroblatin.
1677 hatte Piscopia, die sich ganz den Wissenschaften widmen wollte, ihren ersten öffentlichen Disput an der Universität Padua. Die Bemühungen ihres Philosophieprofessors Carlo Rinaldini, eines Freundes von Galileo Galilei, ihr den Doktorgrad in Theologie zu verschaffen, blieben erfolglos: Eine Frau habe in der Kirche zu schweigen (1 Kor 14,34 ) und könne deshalb keine Lehrbefugnis erhalten, was besonders der Bischof von Padua und Kardinal Gregorio Barbarigo vertrat. Schließlich konnte ein Kompromiss erzielt werden, nach dem es Elena erlaubt war, zu einem philosophischen Thema aus der aristotelischen Logik zu promovieren. Am 25. Juni 1678 erhielt sie als weltweit erste Frau einen Doktorgrad.
Die nächsten sechs Jahre verbrachte sie mit Schreiben, Übersetzungen, Studien, öffentlichen Vorträgen und Disputen. Seit 1669 war sie  verschiedenen bedeutenden Akademien als Mitglied beigetreten, wie der Akademie der Ricovrati in Padua und der Akademien in Rom, Venedig und Siena.
Piscopia starb mit 38 Jahren an Tuberkulose. Ihr Grab befindet sich in der Basilika Santa Giustina in Padua. Ihr Nachlass erschien 1688 in Parma.

## Trivia
- Der Einschlagskrater Piscopia mit 26 km Durchmesser auf dem Planeten Venus wurde 1994 nach ihr benannt.[2]

- Unterzeichner einer Petition und zwei Stadträte forderten und der Gemeinderat von Padua bewilligte 2022, am Hauptplatz Prato della Valle neben 78 Statuen von berühmten Männern – auf den zwei leeren Podesten – eine Statue von Piscopia und einer weiteren herausragenden Frau aufzustellen. Der Denkmalschutzbeauftragte der Stadt entschied 2024 jedoch dagegen.[3]